# Dáma s hranostajem
Dáma s hranostajem je obraz namalovaný pravděpodobně Leonardem da Vinci, je nesignován (nepodepsán) a nedatován. Vznikl asi v letech 1488–90. Obraz je nyní vystaven v Polsku, v krakovském Muzeu Czartoryských, součásti Národního muzea v Krakově.
Leonardovo autorství obrazu je podobně jako u většiny jeho dalších maleb sporné, poprvé mu bylo přiznáno teprve v roce 1889 a spory o něm se vedou dodnes. Pokud je jeho autorem skutečně da Vinci, jde o jeden ze čtyř (pěti?) dochovaných ženských portrétů s nenáboženskou tematikou, které umělec namaloval. Dalšími jsou Mona Lisa, Ginevra de' Benci a La Belle Ferronière.

## Historie obrazu
První zmínka o existenci portrétu malovaného Leonardem je z 29. dubna 1498 a je uvedena v korespondenci mezi Isabelle d'Este a Cecilií Gallerani.
Historii samotného obrazu ovšem není možné vystopovat dále než od konce 18. století. Tehdy (v roce 1798) jej koupil Adam Jerzy Czartoryski pro svou matku, princeznu Izabelu Czartoryskou. Mezi lety 1830 a 1876 (po nepokojích v Polsku v listopadu 1830) byl zavěšen v hotelu Lambert v Paříži, kde bylo sídlo polského přistěhovalectví. Poté byl obraz opět v Polsku, v novém Czartoryski Museum v Krakově. V letech 1914–20 znova dočasně opustil Polsko a byl umístěn v Německu, v drážďanské galerii. V roce 1920 se vrátil, ale v roce 1939 byl zabaven nacisty (obraz byl před nimi ukryt ve sklepení hradu Wawel, přesto byl nalezen a přitom došlo k jeho poškození, kvůli kterému musel být po válce restaurován) a odvezen do Kaiser Friedrich Museum v Berlíně. V roce 1940 bylo vyhověno žádosti generálního guvernéra Polska Hanse Franka o navrácení obrazu do Krakova a ten zde byl poté zavěšen v jeho kanceláři. Na konci druhé světové války byl ovšem odvezen do Frankova domu v Bavorsku, kde byl následně objeven spojeneckými vojsky.
Dáma s hranostajem se do Polska vrátila v roce 1946 a nyní je opět vystavena v Muzeu Czartoryských v Krakově.
Návrat obrazu do Polska v roce 1946 byl fotograficky zdokumentován. Na nádraží v Krakově jsou s obrazem Major Karol Estreicher, MFAA officer Lt. Frank P. Albright, Everett Parker Lesly a neidentifikovaný americký voják.
Obraz následně prošel rekonstrukcí a bylo na něm provedeno několik analýz, při kterých rentgen ukázal, že během uplynulých staletí došlo na obrazu k několika změnám. Za dámou byla například dříve namalována okna (nebo dveře?), dáma měla na hlavě průhledný závoj, který byl později retušován tak, aby vypadal jako vlasy a také spodní 2 prsty byly pozměněny.
V roce 2016 odkoupilo polské ministerstvo kultury od rodu Czartoryských celou uměleckou sbírku včetně Dámy s hranostajem.

## Dáma

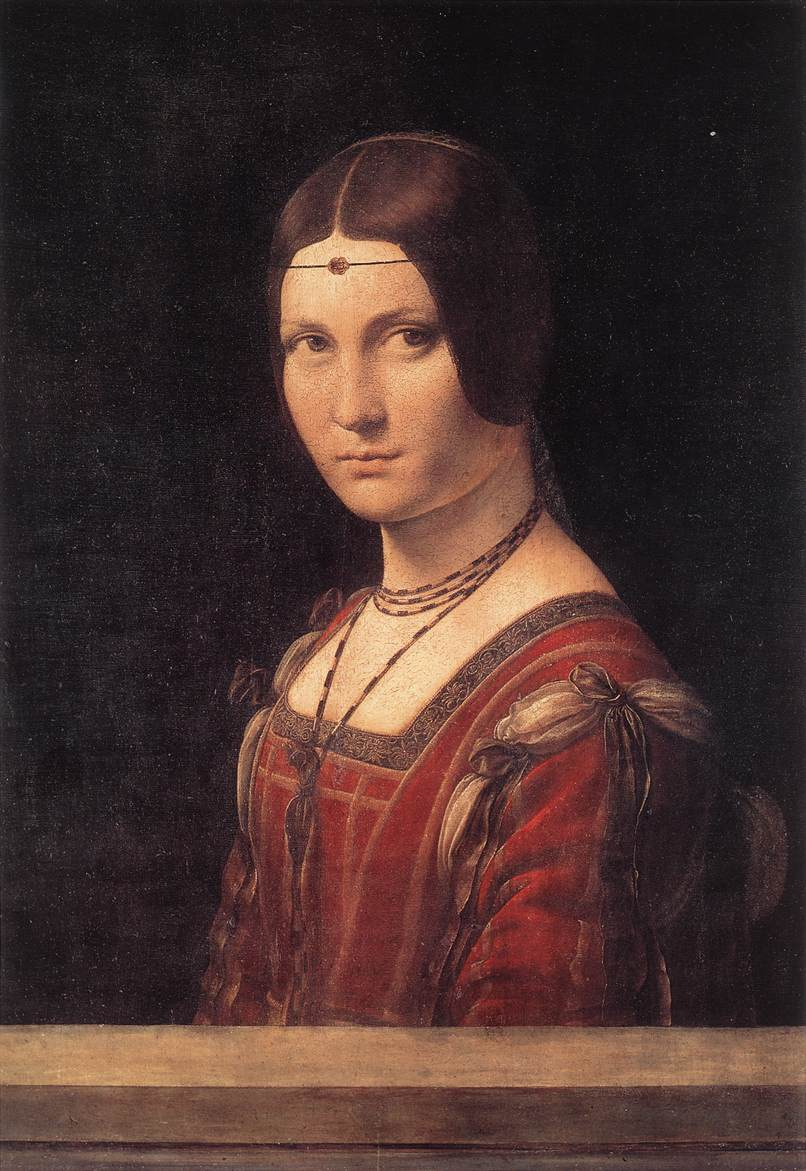
La Belle Ferronière (Portrét dámy)

Jako objekt portrétování byla identifikována Cecilia Gallerani (1473–1536), tehdy šestnáctiletá milenka vévody milánského Lodovica Sforzy, zvaného též podle svého zjevu Ludovico il Moro (Ludvík Maur/mouřenín), který byl Leonardovým zaměstnavatelem.
Rod Gallerani sice nebyl šlechtický, ale i tak patřil mezi vlivné milánské rody. Ceciliin otec Fazio zastával důležité posty u dvora a byl také velvyslancem Florencie. V 1483, ve věku deseti let, byla Cecilia zasnoubena s Stefano Viscontim, svazek byl ale v roce 1487 zrušen. V květnu 1489 poznala vévodu Lodovica Sforzu. Tomu tato krásná, inteligentní (byla aktivní účastnicí filozofických konverzací), vzdělaná (mj. hovořila plynně latinsky a řecky) a nadaná (ovládala hru na několik hudebních nástrojů a zpěv, psala básně) dívka brzo učarovala a pouze absence jejího vznešeného původu zabránila tomu, aby se stala jeho chotí. Jejich milostný poměr pokračoval i po vévodově svatbě s Beatrice d'Este a Cecilia mu porodila v květnu 1491 syna Cesara. Poté musela formálně opustit palác Sforzů, vévoda ovšem narozeného chlapce uznal za svého, styky s nimi nepřerušil a dostatečně je zabezpečil. Další dítě vévodovi porodila v roce 1493.
Právě z tohoto období pochází další z Leonardových ženských portrétů, nazvaný „Obraz dámy“ La Belle Ferronnière, u něhož není jasné, kdo je na něm zobrazen. Podle některých znalců da Vinciho díla by se mohlo jednat o portrét dvacetileté Cecilie Gallerani, což ovšem nebylo potvrzeno ani vyvráceno. Podle jiných znalců je portrétovaná dáma Lucrezia Crivelli, další vévodova milenka. V horním rohu „Dámy s hranostajem“ je napsáno „La belle FERIONIERE. LEONARD D’AWINCI“, tento zavádějící nápis byl ovšem na obraz dopsán zřejmě v 19. století. Analýza prokázala, že by ořechové dřevo, na které jsou oba obrazy malovány, mělo pocházet z totožného stromu.

## Hranostaj

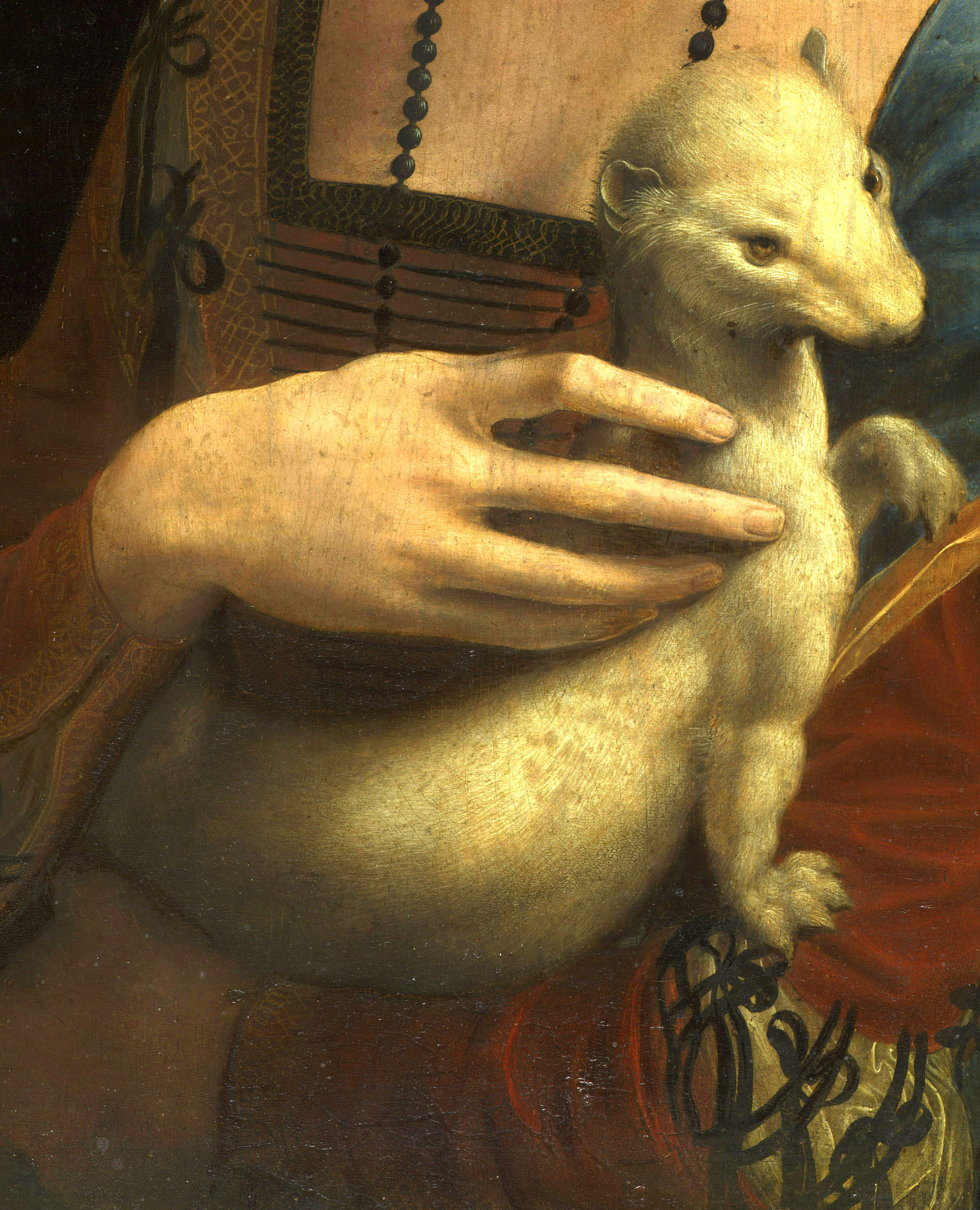
Dáma s hranostajem – detail obrazu

Dáma drží v náručí zvířátko, které (zvláště v bílé barvě) bylo v období renesance bráno jako symbol cudnosti a čistoty a odkazovalo tak na nezkaženost portrétované dámy.
Podle názvu obrazu by se mělo jednat o hranostaje, dle zoologů se ale spíše jedná o albinotickou fretku. Hranostaj je totiž výrazně menší, je těžko ochočitelný a plachý (a byl by tedy nevhodnou předlohou pro pomalu a důkladně pracujícího Leonarda), navíc bílý je pouze v zimě a ve státech jižní Evropy většinou ani tehdy ne.
Označení zvířátka jako „hranostaj“ mohlo vzniknout i jako narážka na dívčino příjmení. „Gallé“, které je zkrácenou formou jména Gallerani, je totiž také řecké označení hranostaje.
Dalším možným vysvětlením, proč Dáma drží hranostaje, je, že bílá kožešina zvířete, takzvaný hermelín, býval používán na límce královských plášťů. Hranostaj v náručí by tak odkazoval na jistou spřízněnost s vládcem.